# Bara malagaški (jezik)
Bara malgaški jezik (ISO 639-3: bhr), jezik plemena Bara s otoka Madagaskar kojim govori 600 000 ljudi (2006 SIL) na južnom dijelu otoka u provincijama Toliara i Fianarantsoa. Pripada austronezijskoj porodici jezika, i malagaškoj podskupini. 
Jedan je od deset članova malagaškog makrojezika [mlg]. Piše se latinicom

## Vanjske poveznice
- Ethnologue (14th)
- Ethnologue (15th)